# Gilbert Parazols
Gilbert Parazols (Affreville, 25 octobre 1903 - Vaison-la-Romaine, 5 juin 1974) est un militaire français, compagnon de la Libération. Officier de l'arme du train en Afrique du nord, il est déjà un militaire expérimenté au début de la Seconde Guerre mondiale. Participant à la campagne de Norvège, il décide ensuite de se rallier à la France libre et combat en Afrique avec les troupes du général Leclerc puis au Moyen-orient, en Italie et en France avec la 1re division française libre. Il est ensuite engagé dans la guerre d'Indochine. Retraité militaire en 1952, il occupe diverses fonctions administratives au Maroc puis en France.

## Biographie

### Jeunesse et engagement
Gilbert Parazols naît le 25 octobre 1903 à Affreville en Algérie. Il décide de devancer l'appel en mai 1922 entre au 2e régiment du génie d'où il est libéré en novembre 1923 avec le grade de sergent. Il s'engage en janvier 1924 au 30e escadron du train puis est muté en avril 1926 au 23e escadron du train au Maroc. Il est cité à l'ordre du régiment en août 1926 après être parvenu, en tant que chef de convoi, à acheminer une colonne de blessés malgré des conditions particulièrement périlleuses. En décembre 1928, il passe au 24e escadron du train et est promu maréchal-des-logis-chef en mai 1929. Il est au même moment admis à l'école de la cavalerie et du train à Saumur qu'il quitte en octobre 1930 avec le grade de sous-lieutenant avant d'être affecté au 122e escadron du train.
Promu lieutenant en 1932, il suit en 1933 les cours de chef d’atelier de réparation et d’entretien du matériel automobile à l'école de l'artillerie à l'issue desquels il retourne au Maroc en 1934 au sein du 123e escadron du train. Chef d'une section de transport, il assure pendant plusieurs mois l'organisation sans incidents de convois à travers tout le pays, comptabilisant plus de 200 000 kilomètres parcourus et près de 2 000 hommes et 3 000 tonnes de matériels transportés,. En 1937, il est chef de la section de transport du goum de Tindouf,. Il est promu capitaine en juin 1938 et rentre en France en juillet 1939 pour intégrer le 122e escadron du train.

### Seconde Guerre mondiale
Au début de la Seconde Guerre mondiale, il sert comme officier d'état-major au groupement automobile no 12 avant de commander la 802e compagnie autonome du train,. En avril 1940, lui et son unité sont désignés pour faire partie du corps expéditionnaire français en Scandinavie. Débarqué le 6 mai en Norvège, il prend part à la bataille de Narvik en assurant le ravitaillement logistique des unités engagées dans les combats,. De retour en France en juin, il est stationné à Guipavas mais contraint, devant l'avancée des troupes allemandes, de s'embarquer à bord du paquebot Meknès à destination de l'Angleterre avec une centaine de ses hommes. Parvenu jusqu'à Londres, il s'engage dans les forces françaises libres et crée le 1er escadron du train de la France libre (1er ETFL) dont il prend le commandement,.
Envoyé en Afrique avec son unité, il participe à l'expédition de Dakar puis à la campagne du Gabon avant de rejoindre le Cameroun. À la fin du mois de novembre, il est, avec une compagnie du 1er ETFL, détaché à la colonne "Leclerc" à Fort-Lamy au Tchad. Incorporé au régiment de tirailleurs sénégalais du Tchad, il constitue deux compagnies de découverte et de combat avec lesquelles il prend part à la bataille de Koufra au début de l'année 1941,. Promu chef d'escadron en décembre 1941, il prend le commandement du service automobile chargé de l'organisation des transports de la colonne "Leclerc". Toujours au sein de celle-ci, il participe aux campagnes du Fezzan et de Tripolitaine en Libye puis à la campagne de Tunisie. À la fin de l'été 1943, il est muté à la 1re division française libre (1re DFL) dont il prend le commandement du détachement de circulation routière à la tête duquel il participe à la campagne d'Italie. Il se distingue particulièrement le 11 mai 1944, lors de la bataille du Garigliano, en ramenant les corps de deux hommes de son unité malgré un tir de mortiers ennemis extrêmement violent. Le 1er août 1944, il prend le commandement du 505e groupe de transport et embarque à Naples à destination de la France où va avoir lieu le débarquement de Provence. Débarqué le 21 août, il prend part à la libération de Marseille où il s'illustre à nouveau le 26 août en forçant un barrage ennemi,. Il suit ensuite la 1re DFL dans sa remontée vers le nord-est de la France et participe à la campagne d'Alsace avant de terminer la guerre en Allemagne sur les bords du Rhin.

### Après-guerre
Promu lieutenant-colonel en décembre 1945, il prend le commandement du train des unités de la 1re division coloniale d'Extrême-orient. Après trois mois d'organisation et d'instruction, il embarque pour l'Indochine en mars 1946. Il participe aux opérations du train dans le Sud-Vietnam et obtient un brevet de parachutiste et d'observateur d'aviation afin de pouvoir contrôler et diriger les manœuvres depuis les airs. Il réalise ainsi plus de 47 missions aériennes jusqu'en 1948. De retour en France, il se porte volontaire pour être détaché en tant qu'observateur des Nations-unies en Palestine à la suite du partage de cette dernière. Stationné dans le secteur arabe de Jérusalem, il crée une relation de confiance avec ses interlocuteurs et obtient une lettre de satisfaction du médiateur des Nations-Unies. Il quitte la Palestine en novembre 1948 pour rejoindre le Maroc où il prend le commandement du 33e escadron du train à Fès puis celui du centre d'instruction du train no 14 à Aïn Harrouda en août 1949,. Il est promu colonel en avril 1951 et rentre en France où il occupe le poste de major de garnison à Lille jusqu'à sa retraite militaire en novembre 1952.
Passé dans le civil, Gilbert Parazols retourne au Maroc où il est expert assermenté auprès des tribunaux de Casablanca entre 1953 et 1958. De 1960 à 1963, il est ingénieur à l'organisation commune des régions sahariennes. Il revient en France en 1964 et s'installe dans le Vaucluse où il est directeur technique de la société d'économie mixte immobilière de Bollène et dans le même temps, chargé des relations publiques de la ville. Gilbert Parazols meurt le 5 juin 1974 à Vaison-la-Romaine où il est inhumé.

## Décorations
|  |  |  |  |  |  |
|  |  |  |  |  |  |
|  |  |  |  |  |  |
|  |  |  |  |  |  |
|  |  |  |  |  |  |

| Commandeur de la Légion d'honneur | Commandeur de la Légion d'honneur | Compagnon de la Libération | Compagnon de la Libération | Croix de guerre 1939-1945 Avec une palme et deux étoiles d'argent | Croix de guerre 1939-1945 Avec une palme et deux étoiles d'argent |
| Croix de guerre des Théâtres d'opérations extérieurs Avec une étoile d'argent et une étoile de bronze                                   | Croix de guerre des Théâtres d'opérations extérieurs Avec une étoile d'argent et une étoile de bronze                                   | Croix du combattant volontaire Avec agrafe "Guerre 1939-1945"                                                                                         | Croix du combattant volontaire Avec agrafe "Guerre 1939-1945"                                                                                         | Croix du combattant volontaire de la Résistance                   | Croix du combattant volontaire de la Résistance                   |
| Médaille coloniale Avec agrafes "Maroc 1925-1926", "Sahara", "AFL", "Koufra 1941, "Fezzan-Tripolitaine", "Tunisie"" et "Extrême-Orient" | Médaille coloniale Avec agrafes "Maroc 1925-1926", "Sahara", "AFL", "Koufra 1941, "Fezzan-Tripolitaine", "Tunisie"" et "Extrême-Orient" | Médaille commémorative française de la guerre 1939-1945 Avec agrafes "Norvège", "Libération", "Afrique", "Tunisie", "Italie", "France" et "Allemagne" | Médaille commémorative française de la guerre 1939-1945 Avec agrafes "Norvège", "Libération", "Afrique", "Tunisie", "Italie", "France" et "Allemagne" | Médaille commémorative de la campagne d'Italie                    | Médaille commémorative de la campagne d'Italie                    |
| Médaille commémorative de la campagne d'Indochine                                                                                       | Médaille commémorative de la campagne d'Indochine                                                                                       | Croix de guerre (Norvège) | Croix de guerre (Norvège) | Commandeur de l'Ordre du Ouissam Alaouite (Maroc)                 | Commandeur de l'Ordre du Ouissam Alaouite (Maroc)                 |
| Officier de l'Ordre du Nichan Iftikhar (Tunisie)                                                                                        | | | |                                                                   |                                                                   |

## Hommages
- La promotion 2013-2014 des OAEA (élèves-officiers d'active des écoles d'armes) a été baptisée en son honneur[2].